# 4674 Pauling
4674 Pauling este un asteroid din centura principală, descoperit pe 2 mai 1989 de Eleanor Helin.